# Haykanoush Danielyan
Haykanoush Danielyan, née le 3 (15) décembre 1893 à Tiflis et morte le 19 avril 1958, est une chanteuse d'opéra (soprano), chanteuse et professeure de musique arménienne, lauréat du prix d'État d'URSS.
Danielyan a été la première chanteuse arménienne qui a reçu le titre d'Artiste du peuple de l'URSS en 1939.

## Biographie
Haykanoush Danielyan est née à Tiflis.
En 1920, elle sort diplômée du Conservatoire Rimski-Korsakov de Saint-Pétersbourg, ayant notamment étudié avec Natalia Iretskaïa.
Entre 1920 et 1932, elle chante dans les opéras de Pétrograd et de Tiflis. En 1924, avec les chanteurs Levon Isetsky et Chara Talyan, elle intègre l'ensemble Leninakan avec qui elle donne plusieurs concerts. Elle devient soliste à l'Opéra d'Erevan à partir de 1932.
Entre 1941 et 1951, elle enseigne au conservatoire Komitas d'Erevan. En 1949-1952, elle est directrice de l'école de musique Piotr Tchaïkovski d'Erevan. En 1941, elle joue dans le film Armenian Film-Concert réalisé au studio de télévision Erevan.
Au cours de sa vie, Haykanoush Danielyan a chanté des œuvres d'artiste arméniens et non-arméniens tels que Piotr Ilitch Tchaïkovski, Nikolaï Rimski-Korsakov, Sergueï Rachmaninov ou encore Alexandre Glazounov.
Elle est membre du Parti communiste de l'Union soviétique dès 1941. Elle est nommée parlementaire du Soviet suprême de l'Union soviétique pour deux assemblées (1946-1950), ainsi que députée du Conseil Suprême de la RSS d'Arménie de la 1re et de la 3e assemblée.

## Hommages

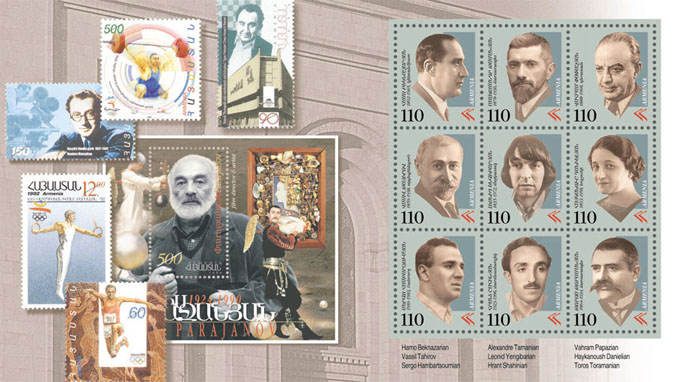
Hamo Beknazarian, Alexandre Tamanian, Vahram Papazian, Vasil Tahirov, Leonid Yengibarov, Haykanoush Danielian, Sergey Hambartsoumian, Hrant Shahinian, Toros Toramanian

- L'École d'art du quartier Nor-Nork d'Erevan est nommée en son honneur.
- En 2000, un timbre-poste de l'Arménie dédié à Danielyan est mis en circulation[2].

## Performances
| Auteur              | Performance           | Rôle                           |
| ------------------- | --------------------- | ------------------------------ |
| Giuseppe Verdi      | Rigoletto             | Gilda                          |
| Giuseppe Verdi      | La traviata           | Violetta                       |
| Gioachino Rossini   | Le Barbier de Séville | Rosina                         |
| Giacomo Puccini     | Madame Butterfly      | Cio-Cio-san (Madama Butterfly) |
| Armen Tigranian     | Anoush                | Anoush                         |
| Mikhail Glinka      | Une vie pour le tsar  | Antonida                       |
| Giacomo Meyerbeer   | Les Huguenots         | Marguerite de Valois           |
| Tigran Tchoukhajian | Arshak II (opéra)     | Olympia                        |

## Récompenses
- Artiste du peuple de l'URSS (1939)
- Prix d'État de l'URSS
- Ordre de Lénine
- Ordre de la Bannière rouge du Travail
- Médaille « Pour les Vaillants du travail dans la Grande Guerre patriotique de 1941-1945 »

## Galerie

Maison d'Haykanoush Danielyan
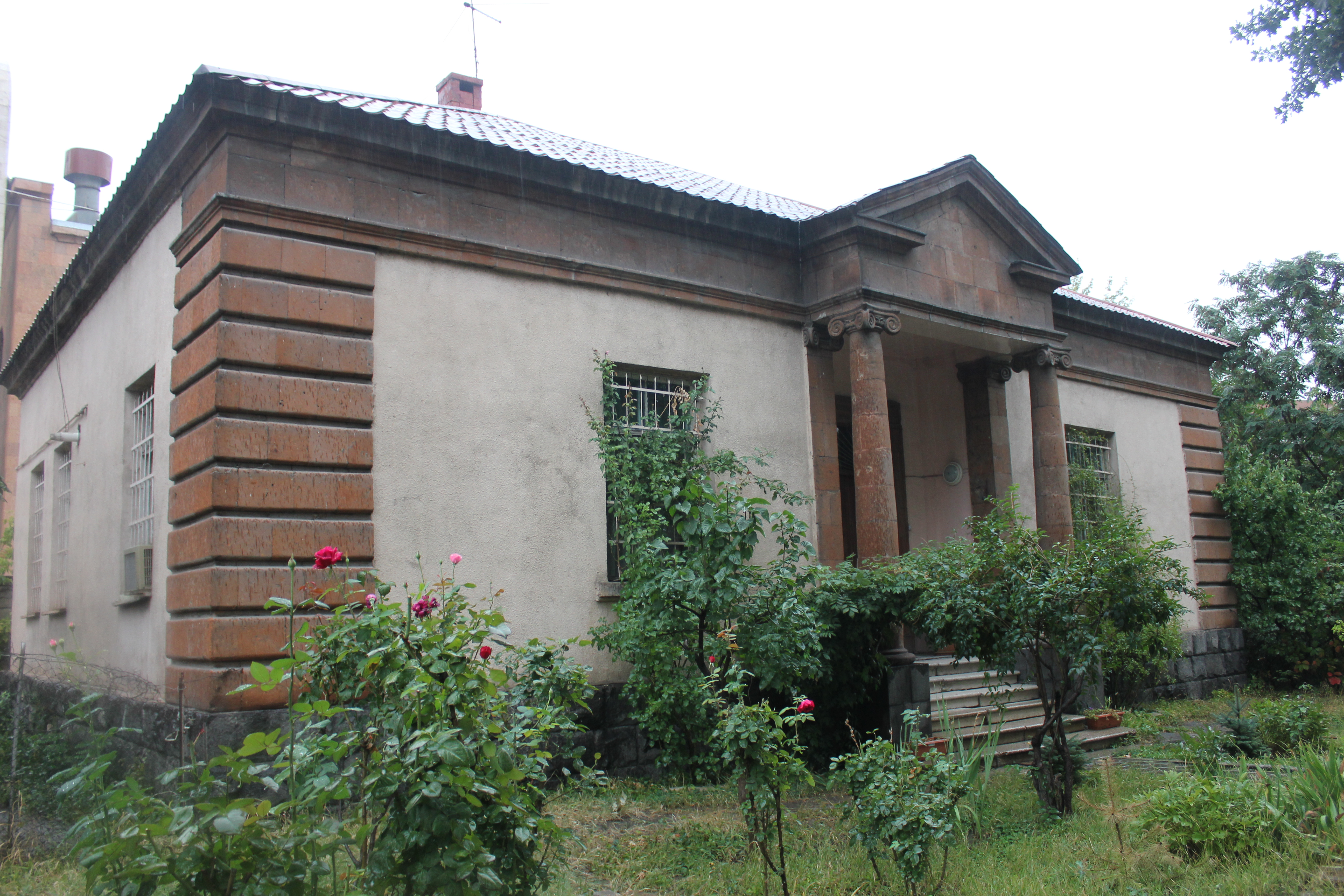
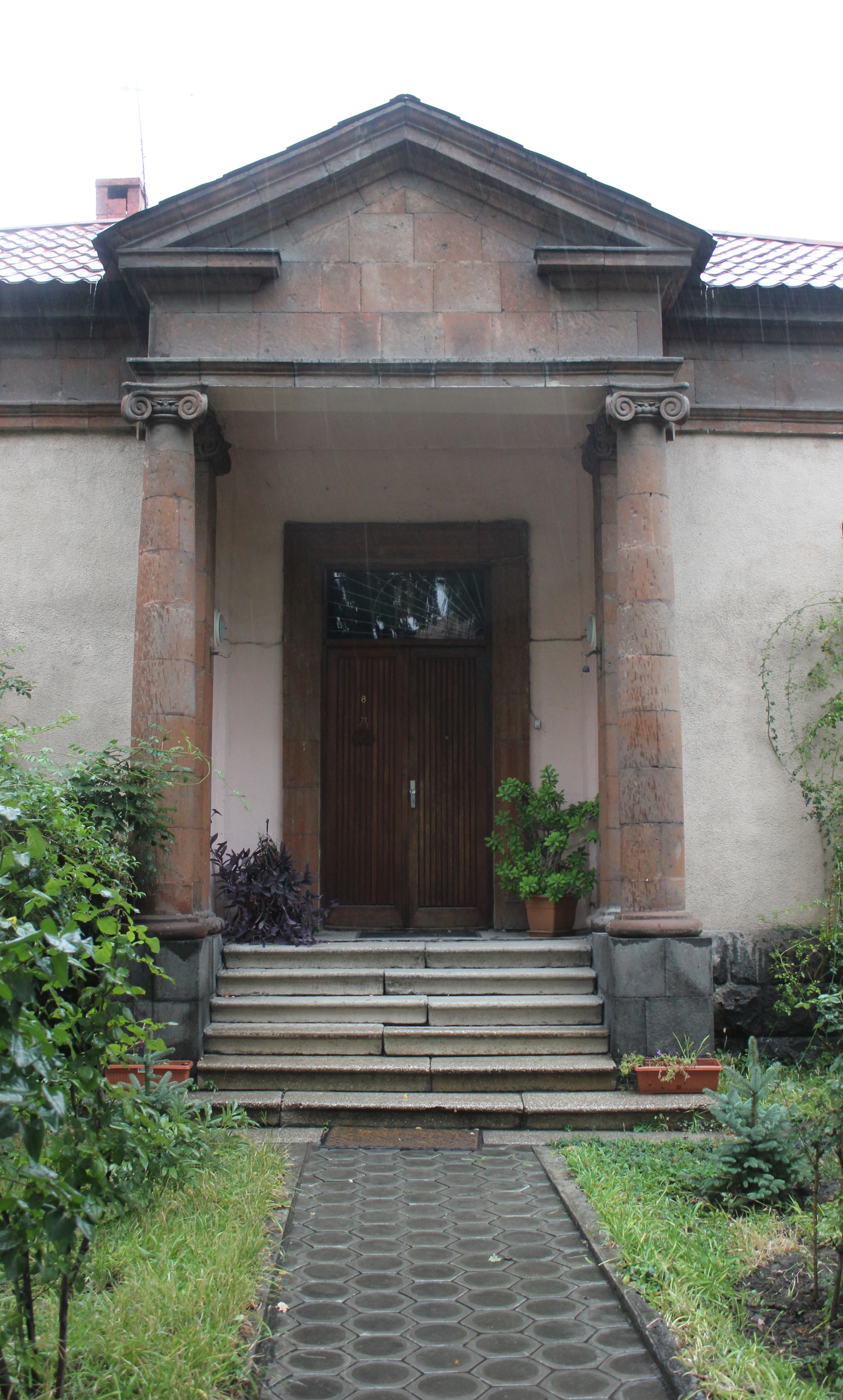